# Hans Ritter (Politiker, 1891)
Hans Ritter (* 10. März 1891 in Unterlüß; † 16. Juni 1978 in München) war ein deutscher Jurist und Politiker (SPD).

## Leben
Nach seinem Abitur an einem Gymnasium in Uelzen studierte Ritter Rechts- und Staatswissenschaften in Marburg und Berlin. Zwischen seiner ersten und zweiten juristischen Staatsprüfung war er Soldat im Ersten Weltkrieg und Referendar bei der Reichspostdirektion in Potsdam, nach dem Krieg war er dort Assessor. 1920 trat er der SPD bei. 1923 stieg er zum Regierungsrat bei der Reichsfinanzverwaltung auf, 1927 wurde er Finanzamtsvorsteher. Von 1930 bis 1931 Landrat des Landkreises Ilfeld. Bereits 1933 wurde er wegen politischer Unzuverlässigkeit als Beamter in den Ruhestand versetzt. Im Jahr darauf begann er in Garmisch-Partenkirchen als Steuerberater zu arbeiten. Nach dem Zweiten Weltkrieg war er kommissarischer Landrat des Landkreises Garmisch-Partenkirchen. Am 1. Juni 1946 wurde er Ministerialrat im Bayerischen Staatsministerium des Innern, 1952 wurde er dort Ministerialdirigent und leitete die Abteilung für Wohlfahrtswesen bis zu seiner Pensionierung 1959. Von 1963 bis 1976 saß er dem bayerischen Landesverband des Deutschen Paritätischen Wohlfahrtsverbandes vor, nach seinem Rücktritt wurde er deren Ehrenvorsitzender, ferner wurde er 1967 stellvertretender Vorsitzender des Gesamtverbandes in Frankfurt am Main. Von 1970 bis 1975 vertrat er die Wohltätigkeitsorganisationen im Bayerischen Senat, dessen Alterspräsident er ab 1972 war.